# パレ (ボスニア・ヘルツェゴビナ)
パレ （セルビア語: Пале、ボスニア語: Pale、クロアチア語: Pale）はボスニア・ヘルツェゴビナを構成する構成体のうちスルプスカ共和国に属する町でそれを中心とした基礎自治体である。首都サラエヴォの南東に位置し、スルプスカ共和国のイストチノ・サラエヴォを構成する6つの自治体のうちの1つである。

## 呼称と地理
パレに居住しているセルビア人や、その他のスルプスカ共和国（セルビア人共和国）のセルビア人から、パレはスルプスコ・サラエヴォ（Srpsko Sarajevo、セルビア人のサラエヴォ）と呼ばれる。しかし、パレとサラエヴォの間は10キロメートル離れている。パレは紛争後もスルプスコ・サラエヴォと呼ばれ続けているが、サラエヴォの主要部はデイトン合意によってボスニア・ヘルツェゴビナ連邦の領域とされた。しかしサラエヴォに長年住んで、紛争で同地を離れたセルビア人も多く、スルプスカ共和国がサラエヴォの一部を領有することへの関心はいぜん高い。そのため、サラエヴォにもっとも近いセルビア人の居住地であるパレはスルプスコ・サラエヴォと呼ばれ続けている。
実際には、サラエヴォとパレは地理的に隔たっており、パレはサラエヴォの一部というよりは独立した都市としての性格が強い。パレには独自の郵便局、大学などがある。

## 歴史

### 中世
パレは常に東西のサラエヴォ渓谷とドリナ川流域が接する場所として重要であった。ローマ時代に建設された街道の跡が、ミオシツィ村（Miosici）とイリヤク村（Ilijak）の近くに残され早くからこの地域では交易が行われていた。
14世紀後半や15世紀初期にパレ周辺はパヴロヴィッチ家の封土に属し、いくつかの要塞化された集落があった。パヴロヴァツはプラツァ川に面し、グラディナ（Gradina）はパレ内陸部、ホディデイェド（Hodidjed）はミリャツカ川との合流点の上流に位置しており、ホディデイェドは周辺地域の行政的な中心が置かれた集落であった。封建的な一族であったパヴロヴィチ家はボスニアの貴族階級の上層に位置し、今日のサラエヴォであった西側のヴルフボスナから東側のドブルナ（Dobruna）までの範囲を領有していた。パヴレ・ラデノヴィツ（Pavle Radenovic）はパヴロヴィチ家の創建者で、代々パレ周辺を受け継いでおりオロヴォの鉱山やトレビニェの街やコナヴレやツァヴタット地域も領有していた。彼が領有したパレ地域は地元とドゥブロヴニクの商人との間の交易で繁栄していた。交易の中心はプラツァで、今日のパレ自治体である。1415年のパヴレの死後、次男のラドスラヴ・パヴロヴィツ（Radoslav Pavlovic,1420-1421）が父親から引き継いでいた。1391年にボスニアの王であったトヴルトコ1世が亡くなると、ボスニアの封建的な一族は権力を得るのに苦労した。パヴレの息子は他のボスニアの貴族の脅威の下、同盟者であったオスマンに助けを求めた。オスマンは分割の戦略と征服を続行し、遂には完全に征服した。

### オスマン支配
オスマン帝国のボスニア・ヘルツェゴビナ征服後、パヴロヴィツ家が領有していた封土は11の地区に分割され、全ての地域はパヴリ県（ヴィライェト）と改名された。1468-69年の最初のオスマンの国勢調査ではパレは"Bogazi Yumry"の名称で11地区の中心の1つとして記録されている。"Bogazi Yumry"地区には6つの村があり、2つはパレ平原にあった。地元のキリスト教の住民を見付けるのは難しく、中世のオスマン支配期の都市開発の記録はほんの僅かである。この地域は引き続き、商業が上手く行き新しい支配者には有益であった。プラツァの街は18世紀に黒死病や大火に襲われるまでは成長や拡大が続いていた。
パヴリ県"Pavli Vilayet"の名称はこの地域では19世紀初めまで使われ、遂には町の名称は今日知られるパレになっている。ある初期の記録ではこの新しい名称は1877年からの新しい地図に記録され、町自身と同様に地域全体がパレ "Pale"と示された。
19世紀、オスマン帝国は2つの政治や社会の完全に異なった力に苦闘していた。19世紀の最初の10年間、一連の国民や民族の自由運動が広がりを見せた。一方で、オスマン帝国の貴族は非常に保守的で、改革や中央集権的な国の発展に向けられるあらゆる活動に対して抵抗しておりボスニアの貴族は帝国の中でも最も不満を持っていた。
1831年オスマンに対して戦ったフセイン・グラダシュチェヴィチはボスニア貴族の裕福で最も力があるメンバーの1人で、反乱貴族を率いていた。オスマンのボスニアの総督が置かれていたトラヴニクの征服後、ボスニアの貴族はスルタンは改革を止めボスニアでは現状を維持すること求めた。それに加えて、彼らの地位の中から総督の任命や投票の権利を要求した。フセインは彼らの要求に応えるスルタンを待たずに自らをボスニアの総督に任命し、彼の多くの支持者を遠ざける過程となった。スルタンは異なった派閥に対してそれぞれ戦い、1832年に反乱勢力に対して軍隊を送っている。反乱勢力に対しての決定的な戦いの1つはパレで繰り広げられ、フセインは十分な数の軍勢を指揮せず、敗北を喫した。決定的な勝利は反乱を制圧している。

### オーストリア支配
ベルリン会議でボスニアはオーストリア＝ハンガリー帝国の支配下となった。この時代、かなりの投資や経済の変化がパレやその周辺地域では起こった。新しい君主は主に鉱物や木材製品などの天然資源の利用を好んだ。パレの町はこの点で、重要な伐採や木材加工の地域の中心となった。1895年の国勢調査によれば、パレと隣接した村には483人が暮らし440人は農業や伐採に従事し、27人は事務的な仕事に従事していた。
産業開発の拍車は経済活動を助けていた。新しい店舗や宿泊施設、他のサービス活動が町にもたらされた。
1907年にはパレに最初の小学校が出来、学校はパレの東方正教会の学校教会委員会により運営されていた。学校は生徒の信仰に関係なく入学を認めており、正教と一緒にカトリックやユダヤ教徒の生徒も学校に通っていた。これらは町の木材加工場に従事していた人々の子供たちであった。オーストリア＝ハンガリーの行政当局の記録では1879年当時、パレにはすでに近代的な2つの木材加工場がありそれらの製品はサラエヴォへ輸送されていた。サラエヴォと東側の国境の町ヴィシェグラードを結ぶ鉄道の建設が行なわれ、パレでは最初の鉄道駅が出来た。鉄道の接続はパレの成長や繁栄の持続を可能にし、外国投資はいくつかの新たな木材加工場の開業を可能にした。

### 第一次世界大戦
ツェルの戦いでのセルビアの決定的な勝利の後の1914年の最初の数ヶ月、セルビアからの同盟の要求でモンテネグロは協力してボスニアでオーストリア＝ハンガリーを攻撃し軍を連合させた。1914年10月、セルビア・モンテネグロの軍隊はサラエヴォ周辺の地域に侵攻し、ロマニヤ山の支配を得た。作戦の間、モンテネグロの部隊はパレに入ったが、その直ぐ後にはモンテネグロは撤退しなければならず大部分の地元のセルビア人もそうであった。逃げることが出来なかった人々は帝国内の反乱の鎮圧を任務とするオーストリアの非正規警察部隊の保護隊に翻弄されていた。オーストリアの部隊が再び街に入った後、パレで略奪や完全な焼き討ちがあった。54人の住民は街の中心部でリンチが行なわれていた。
ゴラジュデの街では、近くの村であるプラツァ（Praca）やヴィヤラ（Vijara）、ブディ（Budj）、ポドグラブ（Podgrab）、ヴルフプラツァ（Vrhpraca）、ゴロヴィツィ（Gorovici）、ホトツィニ（Hotocine）、グラシナツ（Glasinac）、ポドロマニヤ(Podromanija)、ソツィツァ(Socica)からの村人の難民の列がオーストリアの正規軍によりドリナ川を渡る前で阻止された。48人の成人男性は残りのグループから分けられ、ピストルにより処刑された。残りの難民たちは強制収容所に連行されている。強制収容所の状態は著しく酷い状況で、この中には悪名高いドボイの強制収容所も含まれる。1914年12月から1917年7月までに45,000人の人々（殆どがセルビア人）が 収容されていた。死亡者数の正確な数はおそらく知ることは出来ないが、1,000人を超える死者が確認され230人はパレ自治体からの人々であった。

### 第一次世界大戦後
戦争が終結すると、ボスニアは新しく成立したユーゴスラビア王国に吸収されパレは再び成長へと向かって行った。経済の発展と開発の基盤はかつて同様に地域の天然資源で、特に森林を基にしている。新たに開発されたサラエヴォとを結ぶ輸送機関は成長に拍車をかけた。1928年には街そのものは自治体の中心となった。1939年には14を超える木材加工場がパレにあり、90,000立方メートルを超える木材品が生み出されていた。経済開発が増え、人口も増加しており1921年から1931年にかけての10年間で、2,382人から11,103人に町の人口は増えている。町は文化的にも活気があり、新しい学校が造られたり古い学校が改装されている。第一次世界大戦の犠牲者に捧げられ、1928年に完成したコミュニティセンターには体操設備が備えられ、その時々に文化や娯楽の行事が催された。アマチュアの演劇や民族舞踏団の活動も同様に行なわれていた。
1934年にサッカークラブ"Vihor"が設立され、それと並んで新しいサッカースタジアムが建てられた。文化やスポーツの団体"Soko" は大きな度合いで、パレの住民がそれらのスポーツのプログラムに参加する役割を担っていた。大戦が終わった直ぐ後にカロヴィタ・ブルダには若者のスパが開業している。近隣のサラエヴォからの子供たちが級友とスパで時を過ごし、都市の住民が冒された様々な病気を回復させていた。
この時代、町には最初の医療施設や図書館が設立されている。1940年当時、パレの町は既に小さく見えたが、とても良く整った町であった。サラエヴォや国内の他の場所からの多くの数の知識人や裕福で影響力のある人々がパレに別荘を造っている。
不幸にもこのような状況は1941年4月のユーゴスラビアに対するファシストの攻撃により中断してしまう。ザグレブとベオグラードを占領後、ファシストの軍は国の中心に向かって軍事攻撃を進めて行った。4月15日にはドイツの自動車部隊がサラエヴォを占領し、パレの町ではユーゴスラビアの最後の陸軍部隊を攻略している。1941年4月までには完全に降伏が調印された。4月の短い戦争は国の完全な分断をもたらしており、パレの町はナチスの傀儡政権であるクロアチア独立国に編入された。
新しい傀儡政権のパレでの最初の行動は第一次世界大戦の犠牲者のモニュメントや東方正教会の取り壊しであった。全てのセルビア人系の企業は国有化されるかナチスの支持者により引き継がれてしまった。以前の文化センターは地元を支配するウスタシャの拠点となり、それは直に刑務所や拘置所の中心としての役割を果たしている。大量の追放や突出したセルビア人の処刑は毎日起こり、1941年夏には最初の大量虐殺が起こりニェマニツィ（Njemanici）やビェゴリツァ（Bjelogorica）は完全に破壊され、60人を超える人々が虐殺された。このような虐待に直面した地元の人々は、武装闘争を開始した。最初の小競り合いは1941年8月1日の朝の時間に起こった。占領軍は残忍にこの反乱を鎮圧することを試み、8月中に75人を超える町の著名人が逮捕され、死の収容所へ強制的に送られた。1943年11月半ばにはウスタシャの報復の討伐でラコヴァツ村（Rakovac）の100人を超える住民が殺され残虐な状況が続いた。
第二次世界大戦中、パレ自治体では1,200人を超える市民が虐殺され350人の自由戦士が戦闘で殺された。

### 第二次世界大戦後
第二次世界大戦後、パレの町や自治体は地元住民の勤勉な努力によりゆっくりと回復し経済的な開発が再開した。1946年には古い木材加工場に新しい加工場が設立されている。新しい木材加工場では25,000立方メートルを超える木製品が製造された。加工場では170人を超える人が来ようされ、それに加え森林では150人が雇用された。1952年には軍の整備施設がコラン（Koran）郊外に建設された。地元経済では金属産業で最初の重要な建物部分を受けている。1952年から1960年の間にその施設では300-400人の雇用があり、金属産業は町へかなりの転入者をもたらしコラン郊外では新たな建物や複合的なアパートメントが建てられた。1968年にはコランの軍の整備施設は"FAMOS"と合併し "FAMOS-Koran"となった。この合併により、さらなる開発や新しい雇用の機会が生まれた。 "FAMOS-Koran"は重発動機やトランスミッション、自動車の部品を製造するようになった。1980年代終わり頃には"FAMOS-Koran"には2,000人を超える雇用があった。これに加え、工場ではライセンス生産の下、Mercedes Benz OM-360 エンジンの部品やエンジンタービンを製造していた。

### ボスニア紛争
1991年から1992年に緊張の高まりはボスニア・ヘルツェゴビナ紛争へと向い、パレ地域は新たに生まれ離脱しつつあったスルプスカ共和国の行政的な中心となった。サラエヴォ包囲の期間、セルビア勢力の活動の拠点が残っていた。

### デイトン合意後
ボスニア紛争は1995年12月14日のデイトン合意の調印により終結し、紛争が終結すると町は正常な状態に戻った。スルプスカ共和国の憲法でサラエヴォ（イストチノ・サラエヴォ）はデイトン合意で認められたボスニア・ヘルツェゴビナの構成体であるスルプスカ共和国の首都であるが、行政上の首都は現在バニャ・ルカに移されている。

## 住民

### 1971年
合計:16,119人
- セルビア人 - 11.230人（69.66%）
- ムスリム人 - 4.508人（27.96%）
- クロアチア人 - 142人（0.88%）
- ユーゴスラビア人 - 80人（0.49%）
- その他 - 159人（1.01%）

### 1991年
1991年の国勢調査によると、パレ自治体の人口は16,310人であり、その内訳は以下の通りである。
- セルビア人 - 11,269人
- ムスリム人 - 4,356人
- ユーゴスラビア人 - 394人
- クロアチア人 - 126人
- その他 - 165人

パレの町の人口は6,797人であり、その内訳は以下の通りである。
- セルビア人 - 4,915人
- ムスリム人 - 1,438人
- ユーゴスラビア人 - 271人
- クロアチア人 - 88人
- その他 - 85人

紛争後、パレ自治体のうちスルプスカ共和国から分離されボスニア・ヘルツェゴビナ連邦に属するとされた地域は、ボスニア・ポドリニェ県のパレ＝プラチャ自治体となっている。

### 紛争後
紛争後、2009年に至るまで国勢調査が行われておらず、正確な人口は把握されていない。サラエヴォを脱出したセルビア人が移住してその人口はおよそ3万人であり、多くがセルビア人であると見られる。

## 村落
Bjelogorci • Bljuštevac • Bogovići • Brdarići • Brdo • Brezovice • Brnjica • Brojnići • Buđ • Čeljadinići • Čemernica • Ćemanovići • Datelji • Donja Ljubogošta • Donja Vinča • Gluhovići • Gornja Ljubogošta • Gornja Vinča • Gornje Pale • Gornji Pribanj • Gorovići • Gradac • Gute • Hotočina • Jahorina • Jasik • Jelovci • Kadino Selo • Kamenica • Kasidoli • Komrani • Kosmaj • Kostreša • Kračule • Luke • Miošići • Modrik • Mokro • Nehorići • Pale • Pavlovac • Petovići • Podgrab • Podloznik • Podmedenik • Podvitez • Ponor • Prača • Prutine • Pustopolje • Radonjići • Rakite • Rakovac • Renovica • Rogoušići • Rosulje • Saice • Sinjevo • Sjetlina • Srednje • Stajna • Stambolčić • Strane • Sumbulovac • Šainovići • Šip • Turkovići • Udež • Vinograd • Vlahovići

## 経済

### 観光
地元の経済は観光を重要としている。近隣の山々であるヤホリナ山やトレベヴィチ山、イグマン山は1984年のサラエボオリンピックの会場として利用された。ヤホリナスキーセンターには8つのリフトや20kmを超える山中を巡るスキートレイルがあり、オリンピックスタイルのプロのトレイルや初心者や子供用のトレイルがある。ヤホリナのシーズンは12月半ばから1月後半で、年末年始は事前の予約なしで宿泊施設を周辺に見付けることは困難である。
狩猟協会の"Jahorina Pale"はパレの狩猟場を運営している。狩猟場はパレやスタリ・グラードなど37,039ヘクタール超を占めており、スルプスカ共和国内でも良く保たれ設備が整った狩猟場である。狩猟場にはロッジなどの宿泊施設も整っており、シカやクマ、イノシシ、ウサギなど異なった狩猟が楽しめる。
オルロヴァツ洞窟には重要な考古学的な発見があり、洞窟はパレから10km、サラエヴォから15km離れた場所にあり海抜は949mの地点にある。1975年に最初の探検家が洞窟に入った。洞窟は2,500mの通り道と空間が探検され、オルロヴァツはヴイェトレニツァ洞窟に次いでボスニア・ヘルツェゴビナでは2番目に大きな洞窟である。2002年8月から9月の間にパレの哲学の大学職員のイニシアチブで、500mに及ぶ最も美しい洞穴装飾のある通路は観光客の訪問のために利用できるようになった。
洞窟は典型的な永続的な微気候で、1年を通じて気温は僅か8℃で湿度は90%を超える。様々な重要な生活の形跡の発見は洞窟を地域でもっとも豊かな古生物学の場所として確立させた。洞窟ではおよそ16,000年前のクマの骨も発見されている。有史以前の文化の徴候は、主要な洞穴の入口に至る斜面で見つかった。

### 森林
パレ自治体内には30を超える伐採搬出や木材加工場があり、林業はパレの町の経済にとり重要で多くの人々を雇用している。現在、多くの加工施設が周辺にはあり近隣の森林再生能力を超えている。

## 姉妹都市
- スメデレヴォ, セルビア